# Johan von Bahr
Johan von Bahr, född 1 augusti 1860 i Stockholm, död 13 januari 1929 i Uppsala, var en svensk politiker (högerman) och borgmästare. 
von Bahr avlade hovrättsexamen i Uppsala 1883, blev auditör vid Upplands regemente 1885, vice häradshövding 1886 och 1891 ombudsman vid Uppsala universitet. Han var 1895–1915 universitetets sekreterare och var från 1915 borgmästare i Uppsala. Åren 1897 till 1915 ingick han i den verkställande ledningen i Drätselkammaren. Han var ledamot av Uppsala läns landsting (vice ordförande 1909, ordförande från 1916), som invalde honom i första kammaren (1912–1917). År 1902 blev von Bahr riddare av Vasaorden och 1910 av Nordstjärneorden. von Bahr var ledamot av Upplands enskilda bank från 1909.
Johan von Bahr var son till häradshövding Carl Fredrik von Bahr (1830–1900) och Elisabeth von Bahr, född Boström (1838–1914). Elisabeth von Bahr var syster till statsminister Erik Gustaf Boström och filantropen Ebba Boström. Johan von Bahr gifte sig den 14 april 1888 med Ellen Thalén (1864–1956), dotter till professor Robert Thalén och Tony Kraak. De fick döttrarna Margit Elisabeth (född 1889), Märta Caroline (född 1892) och Ellen Marianne (född 1899).
von Bahr tog 1909 initiativet till planteringen 1910 av det som vindskydd för staden avsedda skogspartiet von Bahrska häcken i Uppsala. Namnet växte fram i folkmun och blev officiellt först 1965.